# Stazione di Sulmona Introdacqua
La stazione di Sulmona Introdacqua è una fermata ferroviaria, posta sulla ferrovia Sulmona-Isernia, a servizio dei comuni di Sulmona (di cui costituisce la seconda stazione dopo quella omonima) e di Introdacqua.

## Storia
La stazione di Sulmona Introdacqua (allora "Solmona Introdacqua") entrò in servizio il 18 settembre 1892, con l'apertura del tronco ferroviario da Sulmona a Cansano. L'impianto sorge in un'area posta a sud rispetto al centro di Sulmona, nei pressi dello stabilimento di confetti "Pelino". Il nome della stazione comprende anche il comune di Introdacqua, situato a circa 6 km di distanza. All'epoca della costruzione della linea, la stazione, sebbene molto più vicina al centro rispetto a quella principale, si trovava in aperta campagna lungo la via per Bugnara e Scanno. Con il passare del tempo e con la successiva espansione della città, la via, ormai diventata residenziale, fu chiamata "Via Stazione Introdacqua".
A seguito della progressiva diminuzione del traffico viaggiatori, un tempo agevolato dalla relativa vicinanza rispetto al centro, ed alla scomparsa di quello merci che aveva portato all'abbandono dello scalo merci annesso, nel 1998 la stazione di Sulmona Introdacqua venne declassata al rango di fermata impresenziata, con rimozione del binario di precedenza. A testimonianza della frequentazione di un tempo, si può menzionare una tradotta che, in determinate ore del giorno, collegava la stazione di Introdacqua a quella di Sulmona per permettere ai viaggiatori di prendere treni per Terni, Pescara e Roma più comodamente. Prima del declassamento a fermata impresenziata, possedeva, oltre al 2º binario di precedenza, un terzo binario passante e un binario tronco a servizio dello scalo merci, di cui restano tracce, come il magazzino merci e l'ex sedime ferroviario.
Negli ultimi anni di attività vi fermavano solo i regionali da e per Castel di Sangro e una corsa festiva per Napoli Centrale.
Con il cambio orario del 14 dicembre 2008 la stazione fu messa fuori servizio in seguito alla cancellazione di tutti i treni che vi effettuavano la fermata. Le ultime due coppie rimaste, infatti, erano treni diretti, quanto restava delle cosiddette "Napoletane" che da decenni percorrevano la tratta collegando Pescara con Napoli e viceversa ed evitavano la fermata nelle stazioni minori, allora collegate da treni locali.
La fermata con evidenza del pannello identificativo comparve in alcune scene del film del 2010 The American con George Clooney e Violante Placido.

## Strutture e impianti
La fermata è gestita da Rete Ferroviaria Italiana. Il fabbricato viaggiatori si sviluppa su due piani ed è tinteggiato di verde. Il piano terra ospita i servizi per i viaggiatori quali la sala d'attesa. A fianco del fabbricato viaggiatori (lato Sulmona) vi è un piccolo edificio contenente i bagni pubblici. Fino alla fine degli anni novanta il piazzale era composto da quattro binari. La fermata è costituita da un unico binario, il binario di corretto tracciato, essendo stati asportati i binari 1 e 3 che venivano utilizzati per effettuare gli incroci ferroviari e il binario tronco che serviva lo scalo merci situato accanto al fabbricato viaggiatori (lato Isernia).

## Movimento
Al 2007, l'impianto risultava frequentato da un traffico giornaliero medio di 7 persone.

## Servizi
La fermata dispone dei seguenti servizi:
- Sala d'attesa
- Servizi igienici

## Interscambi
La stazione è connessa con i seguenti interscambi:
- Fermata autobus